# Jodan potasu
Jodan potasu – związek nieorganiczny związek chemiczny, sól potasowa kwasu jodowego.

## Właściwości
Jodan potasu jest białym ciałem stałym, bez zapachu, umiarkowanie rozpuszczalnym w wodzie (4,7 g/100 g H2O). pH jego wodnych roztworów wynosi 5,0–8,0 (50 g/l H2O, 20 °C).
W temperaturze topnienia (560 °C) rozkłada się z wydzieleniem jodu. Ma właściwości utleniające. Reaguje z materiałami łatwopalnymi oraz z reduktorami.

## Otrzymywanie
Substancję można otrzymać w reakcji wodorotlenku potasu z kwasem jodowym:
HIO3 + KOH → KIO3 + H2O.
Innym sposobem jest dodanie jodu do gorącego, stężonego roztworu wodorotlenku potasu:
3I2 + 6KOH → KIO3 + 5KI + 3H2O.

## Zastosowanie
Jodan potasu stosowany jest powszechnie do jodowania soli kuchennej. Jest również stosowany w terapii po wchłonięciu radioaktywnego jodu w celu jego wyparcia z tarczycy. W preparatyce chemicznej używany jest jako utleniacz.

## Toksyczność
Przy absorpcji toksycznych ilości związku występują zaburzenia żołądkowe, cyjanoza, zapaść i zatrzymanie oddechu.
Po połknięciu następują podrażnienia błon śluzowych ust, gardła, przełyku i dróg pokarmowych. Występuje również ryzyko uszkodzenia oka.

## Pierwsza pomoc
Przy kontakcie substancji z oczami lub skórą należy przemyć je dużą ilością wody. Po spożyciu należy choremu podać dużą ilość wody i spowodować wymioty. Należy również skontaktować się z lekarzem.